# بنه دگه
بنه دگه نام محلی است در « بون کوه زیر » کوه جنوب کوخرد، و ازتوابع بخش کوخرد شهرستان بستک و در غرب استان هرمزگان در جنوب ایران..

## زمین زیر کشت
در حدود ۲۰ من زمین زیر کشت دیم دارد که در زمان قدیم در آن جو و گندم می‌کاشته‌اند...

## وجه تسمیت
به خاطر وجود درخت بزرگ « برکُو » در آن مکان که به گویش کوخردی آن « بنهِ » می‌نامند، آن منطقه بنه دگه نامیده شده‌است. 
و « دگه » به گویش کوخردی نیز یعنی ( جاهی که مردم در آن استراحت می‌کنند از عنای سفر ) یعنی « دگه گاه » یعنی جای گرد آمدن. 
در زمان قدیم و حتی امروز مردم وقتی که به صید وشکار می‌رفتند در روزهای گرم تابستان به خاطر هوای خوب وخنک زیر « بنه دگه » آن درخت بزرگ « دگه » می‌گرفتند یعنی استقرار می‌یافتند ومنزل گاه خود قرار می‌دادند. 
وهمچنین در شب‌های گرم تابستان نیز در کنار آن درخت می‌خوابیدند. 
جای بسیار مشهوری است پیش مردم کوخرد مخصوصاً شکارچیان و کوه نوردان.

## محدوده منطقه بنه دگه
« بنه دگه » در سَرگرد نرگ گری پان و در انتهای خورنساء ازسمت جنوب قرار دارد، وجنوب شرقی دسک واقع است. و در سمت شمال بنه دگه راه چُک شِرُه قرار دارد، این راه بین نرگ‌گری پان ونرگ گل مودونی واقع شده‌است. و ازسمت مشرق آن تال مد اودلی واقع شده‌است،
ودر مغرب آن به مسافت تقریبی ۶ کیلومتر پشتخه شاه حسینی است.
از قبله بنه دگه ۲ خمره که از زمان‌های بسیار دور در خاک کرده‌اند وجود دارد، و از جنوب بنه دگه یک عدد خمره در زمین است که به « خمه دزو » معروف است همچنین از سمت مشرق بنه دگه نیز ۲ خمره وجود دارد، این خمرها در دوران قدیم شکارچیان و کوه نوردان در زمین کرده‌اند برای ذخیره کردن آب باران که بعداً در ایام کم بود آب از این خمرها استفاده می‌نمودند.
بنه دگه جاهی تاریخی در منطقه کوخرد است که بیشتر کوه نوردان با این نام آشنائی دارند..

## فهرست منابع و مآخذ
- محمدیان، کوخردی، محمد، «شهرستان بستک و بخش کوخرد»، ج۱. چاپ اول، دبی: سال انتشار ۲۰۰۵ میلادی.
- الکوخردی، محمد، بن یوسف، (کُوخِرد حَاضِرَة اِسلامِیةَ عَلی ضِفافِ نَهر مِهران Kookherd، an Islamic District on the bank of Mehran River) الطبعة الثالثة، دبی: سنة ۱۹۹۷ للمیلاد.
- محمدیان، کوخردی، محمد، “ «به یاد کوخرد» “ ج۱. چاپ اول، دبی: سال انتشار ۲۰۰۳ میلادی.